# Mădăras (gmina)
Mădăras – gmina w Rumunii, w okręgu Bihor. Obejmuje miejscowości Homorog, Ianoșda, Mădăras i Mărțihaz. W 2011 roku liczyła 2828 mieszkańców.